# گردوهای جامائیکا
گردوهای جامائیکا (نام علمی: Picrodendreae) نام یک تبار از راسته مالپیگی‌سانان است.